# Кубок Украинской ССР по футболу 1973
21-й розыгрыш Кубка УССР состоялся в ноябре 1973 года. Участие принимали 27 команд мастеров. Обладателем Кубка стала кировоградская «Звезда».

## 1/16 финала
Матчи первого этапа состоялись 1 ноября 1973 года
| Город       | Команда                 | Счёт           | Команда                    |
| ----------- | ----------------------- | -------------- | -------------------------- |
| Ужгород     | «Говерла» (Ужгород)     | 0:0 (пен. 5:3) | «Колос» (Полтава)          |
| Кривой Рог  | «Кривбасс» (Кривой Рог) | 2:0            | «Авангард» (Севастополь)   |
| Тернополь   | «Строитель» (Тернополь) | 1:2            | «Локомотив» (Винница)      |
| Хмельницкий | «Динамо» (Хмельницкий)  | 7:2            | СК Чернигов                |
| Львов       | СК Луцк                 | 3:0            | «Буковина» (Черновцы)      |
| Ровно       | «Авангард» (Ровно)      | 1:0            | «Фрунзенец» (Сумы)         |
| Симферополь | «Таврия» (Симферополь)  | -:+            | «Шахтёр» (Кадиевка)        |
| Херсон      | «Локомотив» (Херсон)    | 2:1            | «Судостроитель» (Николаев) |
| Жданов      | «Металлург» (Жданов)    | 0:2            | «Шахтёр» (Горловка)        |
| Кировоград  | «Звезда» (Кировоград)   | 3:1            | «Химик» (Северодонецк)     |
| Макеевка    | «Шахтёр» (Макеевка)     | 2:1            | «Локомотив» (Донецк)       |

## 1/8 финала
Матчи второго этапа состоялись 6 ноября 1973 года
| Город       | Команда                  | Счёт           | Команда                     |
| ----------- | ------------------------ | -------------- | --------------------------- |
| Ужгород     | «Говерла» (Ужгород)      | 0:0 (пен. 2:3) | «Черноморец» (Одесса)       |
| Львов       | СК Луцк                  | 1:2            | «Металлист» (Харьков)       |
| Винница     | «Локомотив» (Винница)    | 4:0            | «Кривбасс» (Кривой Рог)     |
| Хмельницкий | «Динамо» (Хмельницкий)   | 0:1            | «Спартак» (Ивано-Франковск) |
| Кадиевка    | «Шахтёр» (Кадиевка)      | 1:3            | «Авангард» (Ровно)          |
| Горловка    | «Шахтёр» (Горловка)      | 2:2 (пен. 4:5) | «Локомотив» (Херсон)        |
| Кировоград  | «Звезда» (Кировоград)    | 2:0            | «Металлург» (Запорожье)     |
| Житомир     | «Автомобилист» (Житомир) | +:-            | «Шахтёр» (Макеевка)         |

## Четвертьфинал
Четвертьфинальные матчи состоялись 10 ноября 1973 года
| Город           | Команда                     | Счёт      | Команда               |
| --------------- | --------------------------- | --------- | --------------------- |
| Житомир         | «Автомобилист» (Житомир)    | 1:2 (овт) | «Звезда» (Кировоград) |
| Одесса          | «Черноморец» (Одесса)       | 1:4       | «Локомотив» (Винница) |
| Харьков         | «Металлист» (Харьков)       | 1:0       | «Локомотив» (Херсон)  |
| Ивано-Франковск | «Спартак» (Ивано-Франковск) | 1:0       | «Авангард» (Ровно)    |

## Полуфинал
Полуфинальные матчи состоялись 14 ноября 1973 года
| Город      | Команда               | Счёт | Команда                     |
| ---------- | --------------------- | ---- | --------------------------- |
| Винница    | «Локомотив» (Винница) | 0:1  | «Спартак» (Ивано-Франковск) |
| Кировоград | «Звезда» (Кировоград) | 4:0  | «Металлист» (Харьков)       |

## Финал
| 18 ноября 1973 года | \| «Звезда» Кировоград \| 1:0 \| «Спартак» Ивано-Франковск \| \| Дейнега \| Голы \| \| | Центральный стадион, Киев Судьи: Константин Вихров (Киев) И. Прийменко, С. Щербак (оба - Киев) |
| Составы: Звезда: Будчаный, Бондаренко, Порошин, Хропов, Шкаловой, Дейнега, Родин, Кащей, Котов (Ищенко), Притулин, Ступак (Шелест) Гл. тренер: Виктор Жилин Спартак: Кириченко, Копытчак, Горичок, Кушлык, Еськин, Рыбак, Шулятицкий (Дифес), Чопей, Дырив, Анистратов (Самуляк) Гл. тренер: Виктор Лукашенко |                                                                                        |                                                                                                |
| «Звезда» Кировоград | 1:0                                                                                    | «Спартак» Ивано-Франковск                                                                      |
| Дейнега | Голы                                                                                   |                                                                                                |